# Salvador Ferrer Serra
Salvador Ferrer Serra (Montevideo, 1912-1963) fue un abogado, embajador y político uruguayo perteneciente al Partido Nacional.

## Biografía
Egresado como abogado de la Universidad de la República.
En varias ocasiones fue diputado por el Herrerismo: 1943, 1947, 1951. En 1955 ingresa al Senado; fue 2º vicepresidente del cuerpo en 1958.
En las elecciones de 1958 encabezó una lista de candidatos al Consejo Nacional de Gobierno, por la Unión Blanca Democrática, sin resultar electo.
Por un breve periodo de tiempo fue presidente del Banco Hipotecario del Uruguay. Pero pronto fue designado como Embajador Uruguayo en Brasil, presentando credenciales el día de la inauguración de Brasilia, 21 de abril de 1960.
Fue ministro de Hacienda durante el primer año del segundo colegiado blanco (1963).
También fue presidente del club Atlético Welcome.
Hoy en día, una calle del barrio Tres Cruces lleva su nombre.

## Familia
Su nieto Salvador es el presidente del BROU desde 2020.